# Mademoiselle Victoire
Victoire Titinon artistnamn Mlle Victoire, var en fransk balettdansös. 
Hon var dotter till Agathine D'Hannetaire (d. efter 1785), brorsdotter till teaterdirektören D'Hannetaire på La Monnaie i Bryssel och subrettskådespelare där 1754-68. Hon var elev till Jean-Georges Noverre och Lany. Hon nämns som verksam på La Monnaie 1760. Hon gjorde succé på sin officiella debut i baletten Pygmalion på Parisoperan 12 februari 1761. Hon var sedan verksam i Bryssel och Theatre de Maastricht, innan hon slutligen engagerades vid Comédie-Française i Paris, där hon hade en framgångsrik karriär precis under  stjärnballerinan 1768-1773. 